# 博里奇夫卡
49°19′44″N 25°45′58″E / 49.32889°N 25.76611°E
博里奇夫卡（烏克蘭語：Боричівка），是烏克蘭的村落，位於該國西部捷爾諾波爾州，由捷尔诺波尔区負責管轄，處於博里奇夫卡河畔，面積2.51平方公里，海拔高度315米，2001年人口550。